# André Groenewoud
André Groenewoud (* 1972 in Löningen) ist ein deutscher Journalist und Buchautor. 

## Leben
André Groenewoud wuchs in Werlte im Emsland auf und besuchte das Hümmling-Gymnasium in Sögel. Nach dem BWL-Studium war er Volontär bei der Goslarschen Zeitung in Goslar, anschließend Redakteur bei der Goslarschen Zeitung und der Zeitschrift Bunte in München. Von 2004 bis 2007 berichtete er als Amerika-Korrespondent der Reportage-Agentur „Zeitenspiegel“ aus New York City und führte als freier Mitarbeiter zahlreiche Interviews für den stern. Anschließend kehrte er nach Europa zurück, um als Autor und Chefreporter für die Bunte in München und Paris zu arbeiten. Von 2018 bis 2024 arbeitete er für das ZDF als Producer und Reporter im Südostasienstudio in Singapur.
André Groenewoud berichtete in seiner Laufbahn weltweit über Kriminalfälle, Naturkatastrophen und Terroranschläge, besuchte die Deutsche Kerstin Cameron in der Todeszelle eines Gefängnisses in Tansania, er sprach mit Ministern, Ministerpräsidenten, Bundeskanzlern, Bundespräsidenten, Premierministern, Staatschefs, Königen und Kaisern.
2019 veröffentlichte André Groenewoud das Buch ‚Das wollte ich Ihnen noch sagen - Ein Jahrhundert im Gespräch‘. 2023 folgte ‚Jahrhundertverbrechen - Opfer und Täter erzählen‘. Im Jahr 2025 erschien die Autobiographie der ehemaligen RAF-Terroristin Silke Maier-Witt, an der Groenewoud als Co-Autor mitwirkte.

## Publikationen
- André Groenewoud: Das wollte ich Ihnen noch sagen – Ein Jahrhundert im Gespräch. Topicus, Luxembourg 2019, ISBN 9782919808816.
- André Groenewoud: Jahrhundertverbrechen – Opfer und Täter erzählen. Topicus, Luxembourg 2023, ISBN 9782496714005.
- Silke Maier-Witt mit André Groenewoud: Ich dachte, bis dahin bin ich tot – meine Zeit als RAF-Terroristin und mein Leben danach. Kiepenheuer & Witsch, Deutschland, ISBN 9783462006902.